# 维利耶维讷
维利耶维讷（法語：Villiers-Vineux，法語發音：[vilje vinø]）是法国勃艮第-弗朗什-孔泰大区约讷省的一个市镇，位于该省东部，属于阿瓦隆区。

## 地理
维利耶维讷（47°56'36"N, 3°50'3"E）面积11.18 平方千米，位于法国勃艮第-弗朗什-孔泰大區约讷省，该省份为法国中北部内陆省份，西接卢瓦雷省，西北接塞纳-马恩省，南至涅夫勒省，东临科多尔省，东北与奥布省接壤。
与维利耶维讷接壤的市镇（或旧市镇、城区）包括：佩尔塞、卡里塞、弗洛尼拉沙佩勒、若尔日、梅雷、瓦雷讷。

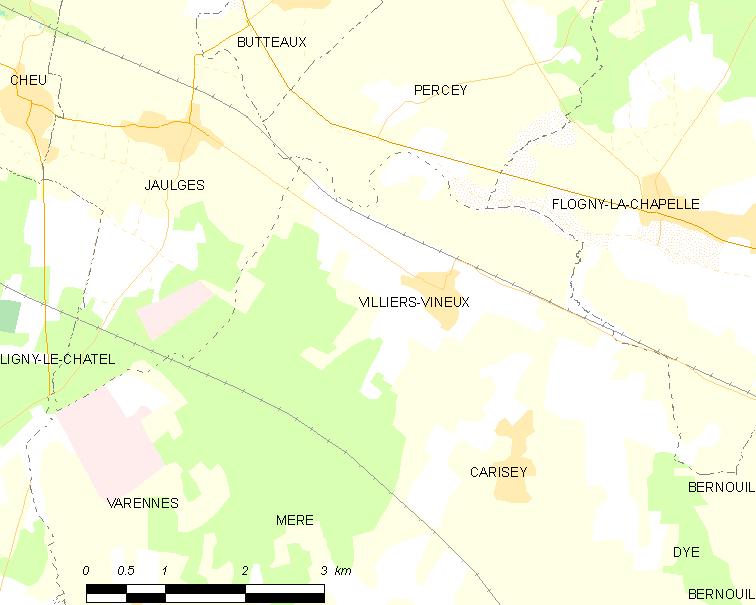
维利耶维讷的OSM定位图

维利耶维讷的时区为UTC+01:00、UTC+02:00（夏令时）。

## 行政
维利耶维讷的邮政编码为89360，INSEE市镇编码为89474。

## 政治
维利耶维讷所属的省级选区为圣弗洛朗坦县。

## 人口

1962-2008年间维利耶维讷人口变化图示

维利耶维讷于2022年1月1日时的人口数量为282人。